# Jean-Baptiste Daigremont Saint-Manvieux
Jean-Baptiste Augustin Daigremont Saint-Manvieux (1761-1837) est un homme politique français, maire de Caen du 9 juin 1800 au 27 février 1806 et plusieurs fois député du Calvados entre 1805 et 1827.

## Biographie
Jean-Baptiste Daigremont est né à Caen le 29 mai 1761. Il embrasse la carrière de magistrat en tant qu'avocat du roi près le présidial de Caen. Il devient maire de Caen le 20 prairial an VIII (9 juin 1800). Puis le préfet Caffarelli le nomme président du collège électoral du département. Il est ensuite nommé par le sénat au corps législatif le 21 septembre 1805. Il est présent jusqu'en 1811, date à laquelle il revient à Caen en tant que conseiller à la cour impériale. Il est de nouveau député de 1815 à 1816, siégeant dans la majorité de la Chambre introuvable, puis de 1820 à 1821 et de 1824 à 1827, soutenant les gouvernements de la Restauration.

## Source
- « Jean-Baptiste Daigremont Saint-Manvieux », dans Adolphe Robert et Gaston Cougny, Dictionnaire des parlementaires français, Edgar Bourloton, 1889-1891 [détail de l’édition]